# 代数的グラフ理論
代数的グラフ理論は、グラフについての問題にたいして代数的方法が適用されるものである。これは幾何的、組み合わせ的、もしくはアルゴリズム的アプローチとは対照的である。それぞれ、線形代数学の利用、群論の利用、およびグラフ不変量（英語: graph invariant）の研究を含む、主だった三つの分科が、代数的グラフ理論にはある。